# Stolonica agnata
Stolonica agnata är en sjöpungsart som beskrevs av Kott 1985. Stolonica agnata ingår i släktet Stolonica och familjen Styelidae. Inga underarter finns listade i Catalogue of Life.